# Вилла Бёнхофф

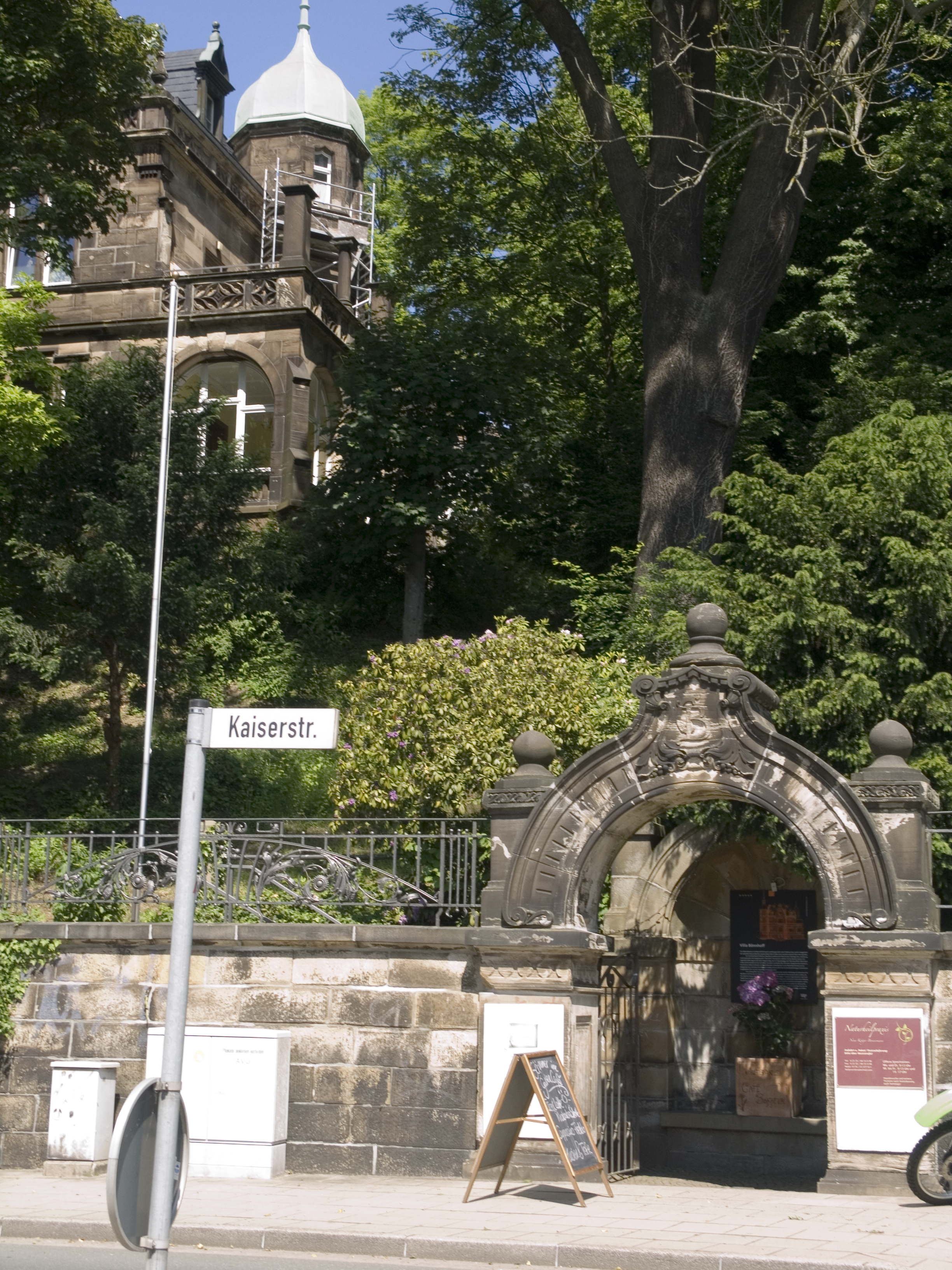
Вход на виллу со стороны улицы Kaiserstraße

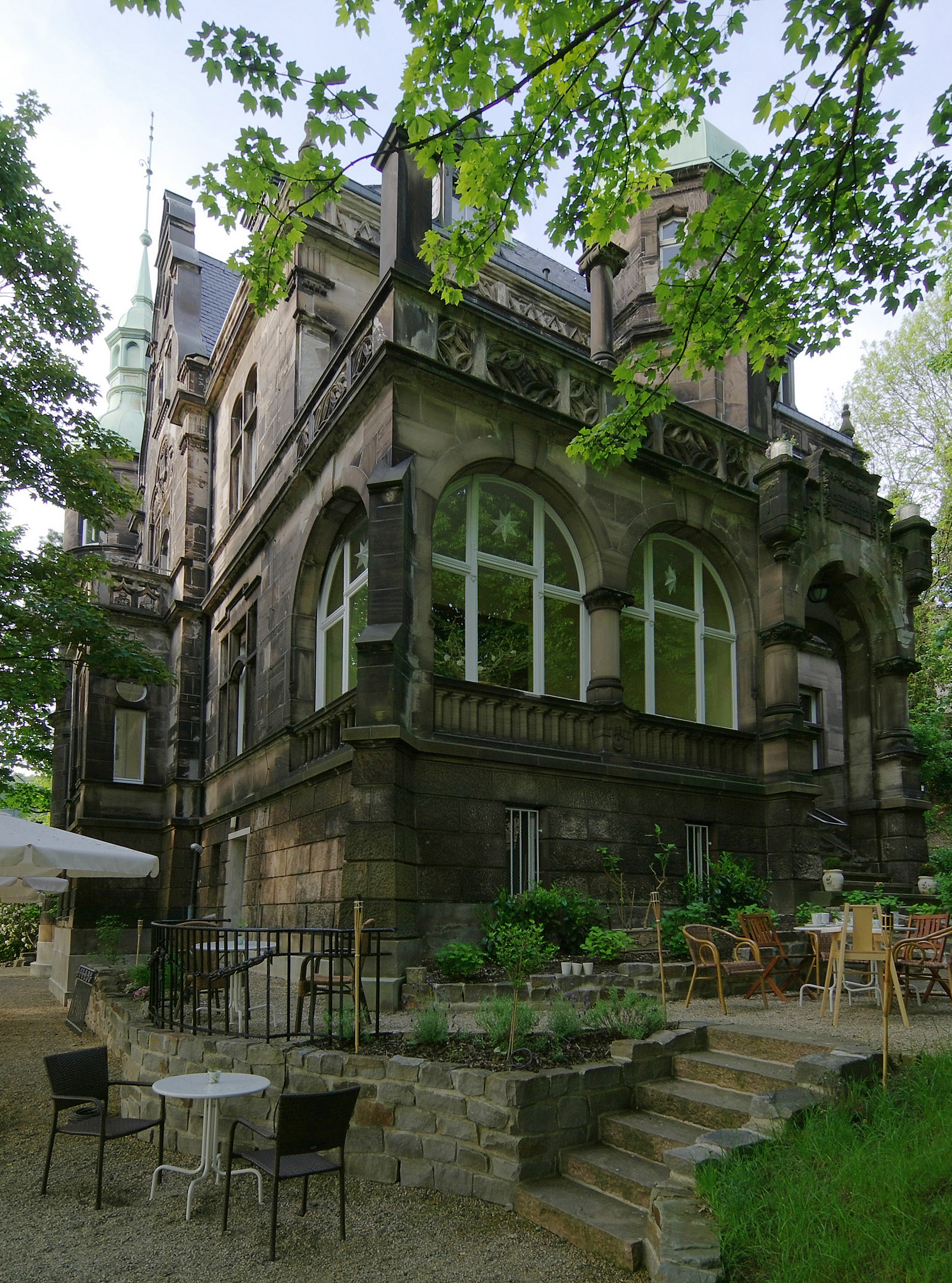
Вилла Бёнхофф

Вилла Бёнхофф (нем. Villa Bönnhoff) — особняк в немецком городе Веттер (Рур) (федеральная земля Северный Рейн — Вестфалия). Здание расположено на улице Kaiserstraße.
Вилла была построена в 1901—1902 годах по планам эльберфельдского архитектора Рудольфа Плиза (нем. Rudolf Plies) для местного промышленника, владельца металлургического предприятия Карла Бёнхоффа (нем. Carl Bönnhoff).
После второй мировой войны вилла использовалась для нужд британской армии, а затем перешла в муниципальную собственность города Веттер.
С 1976 до 2007 года в вилле находился молодёжный клуб. В 2007 году вилла была продана в частное владение и после реставрации в 2009 году в ней было открыто кафе «Café Bonheur». Также периодически в здании виллы Бёнхофф проводятся культурные мероприятия и выставки.
Вилла Бёнхофф — это тематический пункт регионального проекта «Путь индустриальной культуры» Рурского региона.